# أربات (أرارات)
مدينة أربات (بالأرمينية:Արբաթ) (بالإنجليزية: Arbat)‏ هي إحدى المدن التابعة لمقاطعة أرارات في أرمينيا. يقدر عدد سكانها بـ 1848 نسمة حسب الإحصاء الذي جرى عام 2011.